# Man in the Box
Man in the Box – drugi singel amerykańskiego zespołu muzycznego Alice in Chains, pochodzący z opublikowanego w sierpniu 1990 nakładem wytwórni Columbia debiutanckiego albumu studyjnego Facelift. Czas trwania utworu wynosi 4 minuty i 46 sekund. Autorem tekstu jest Layne Staley, muzykę skomponował Jerry Cantrell. Na stronie B singla, w zależności od edycji, została zamieszczona radiowa wersja kompozycji, skrócona do 4 minut i 28 sekund, oraz utwory „Sea of Sorrow”, „Bleed the Freak” i „Sunshine”.
Początkowo „Man in the Box” wzbudził negatywne odczucia wśród przedstawicieli wytwórni Columbia, którzy opowiadali się za pominięciem kompozycji. Komercyjny sukces singla, opisywanego jako przełomowy w karierze zespołu, sprawił, że Facelift uplasował się na 42. pozycji zestawienia Billboard 200, przechodząc tym samym do historii jako pierwszy album wywodzący się z nurtu grunge’owego, który dotarł do czołowej 50. wspomnianego notowania opracowywanego przez tygodnik „Billboard”. Teledysk uzyskał regularną rotację w stacji MTV, utrzymując się na liście przez okres 16 tygodni, co pozwoliło grupie na zyskanie ogólnokrajowego rozgłosu. W 1992 utwór został nominowany do nagrody Grammy w kategorii Best Hard Rock Performance with Vocal. Obok kompozycji „Rooster” i „Would?”, „Man in the Box” uchodzi za najbardziej rozpoznawalny utwór w dorobku zespołu.

## Analiza
| „W tamtym czasie byłem wegetarianinem i pamiętam jak, podczas kolacji, opowiadałem kolegom z zespołu jak produkowana jest cielęcina, jak cielaki trzymane są w pudłach. Ta rozmowa stała się zalążkiem do piosenki «Man in the Box».”– Nick Terzo |

W wywiadzie dla magazynu „Rolling Stone” z 1992, autor warstwy lirycznej Layne Staley przyznał: „Zacząłem pisać o cenzurze, w tym samym czasie udaliśmy się na kolację z niektórymi przedstawicielami Columbia Records, którzy byli wegetarianami. Powiedzieli mi, jak cielęcina została wykonana z małych cieląt hodowanych w tych małych pudełeczkach. Ten obraz utkwił w mojej głowie. Więc poszedłem do domu i napisałem o cenzurze rządowej i jedzeniu mięsa widzianego oczyma tych marnych cieląt”. Tekst utworu skupia się również na krytyce działań rządu i mediów, które, w ocenie wokalisty, nie podają opinii publicznej pełnej prawdy na temat niektórych wydarzeń, aby nie wzbudzać niepokoju w społeczeństwie i nie narażać się na szkodzenie samym sobie. Inspirację dla Staleya stanowiła seria książek Mysteries of the Unknown, koncentrująca się między innymi na zagadnieniach związanych z UFO. Podobną opinię wyrażał Jerry Cantrell w rozmowie z „Guitar School”: „Layne napisał tekst i sądzę, że próbował on w nim powiedzieć, że ludzie są bardzo podobni do zwierząt, które żyją w małych klatkach, i że mamy ograniczone pole widzenia tylko do tego gówna, które podają w gazetach, i o którym jest głośno”.
Steve Huey z AllMusic podkreślił, że „tekst utworu ma charakter mroczny, nieco klaustrofobiczny”. Jako przykład autor podał wers: „I’m the dog who gets beat/Shove my nose in shit”. Mordechai Kleidermacher z magazynu „Circus” przyznawał, że tematyka kompozycji koncentruje się na bezsilności. Z kolei Daina Darzin znaczenie tekstu interpretowała jako „depresyjną opowieść o prawach zwierząt”.

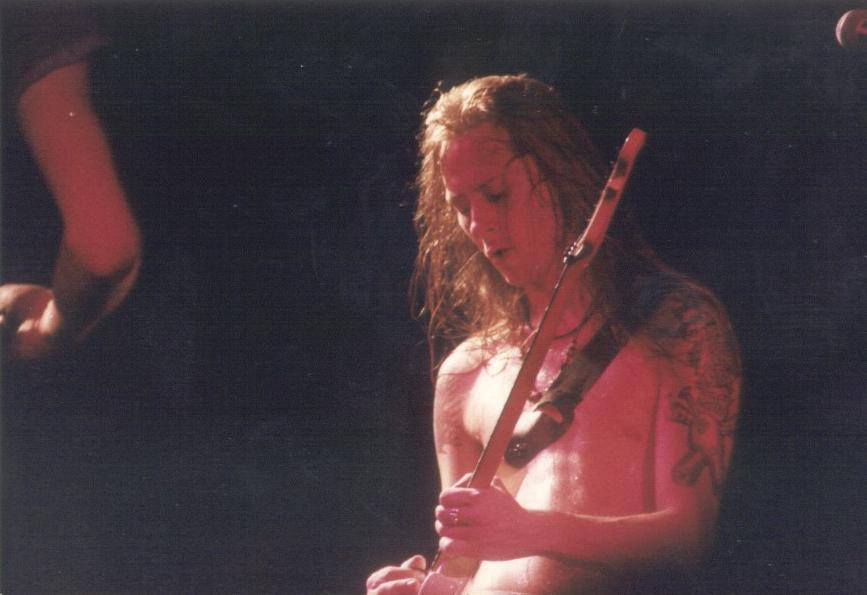
Jerry Cantrell po raz pierwszy w utworze wykorzystał efekt talk box

Cechą charakteryzującą „Man in the Box” jest ciężki, otwierający riff, oparty na oktawach, z zastosowaniem dwóch power chordów (E5-A5) uderzanych w otwartym strojeniu E (Eb-Ab-Db-Gb-Bb-Eb) z przytrzymaniem struny A na piątym progu, dostrojonym do obniżonego o pół tonu D, do którego dochodzi efekt wah-wah oraz oryginalnie tłumione dźwięki. Idea zastosowania talk boxa była autorstwa producenta Dave’a Jerdena, który zaczerpnął ją z utworu „Livin’ on a Prayer” (1986) Bon Joviego. „Byliśmy w Capitol Recording Studio w Los Angeles, gdzie odbywał się końcowy etap nagrywania albumu. Sean [Kinney] zasugerował, bym spróbował z talk boxem. Myślałem o tym wcześniej, lecz nigdy wcześniej się na to nie zdecydowałem. W końcu przekonał mnie. Nagrałem to za pierwszym podejściem” – wspominał Cantrell. Utwór cechuje się powolnym tempem. Zdaniem Jerdena „ten element, to spowolnienie sprawia, że brzmi on ciężej. Gdybyśmy pędzili, nie brzmiałoby to dobrze”. Kompozycja posiada melodyjne i dynamiczne solo autorstwa Cantrella, który w rozmowie z pismem „Guitar” wyznał, iż było ono wynikiem spontaniczności. Partie wokalne Staleya charakteryzują się intensywnym, gardłowym stylem w wysokich rejestrach, dobrze słyszalnym w wersach: „Feed my eyes/Can you sew them shut? Jesus Christ/Deny your maker” oraz „He who tries”. Harmonie partii wokalnych Staleya i Cantrella występują w refrenach.
Zdaniem Cantrella „ten cały rytm i grind, powstawał w czasach, kiedy zaczynaliśmy docierać do siebie. To nam zdecydowanie pomogło”. „Riff do tego numeru chodził za mną przez jakiś czas, ale nigdy go specjalnie nie wykorzystałem. Layne zaproponował kilka rozwiązań, jeżeli chodzi o partie wokalu i jakoś poskładało się ten kawałek do kupy. Na naszym wczesnym materiale, riff, który idzie z talk boxa, jest jednym z moich ulubionych”.

## Teledysk

### Produkcja i realizacja

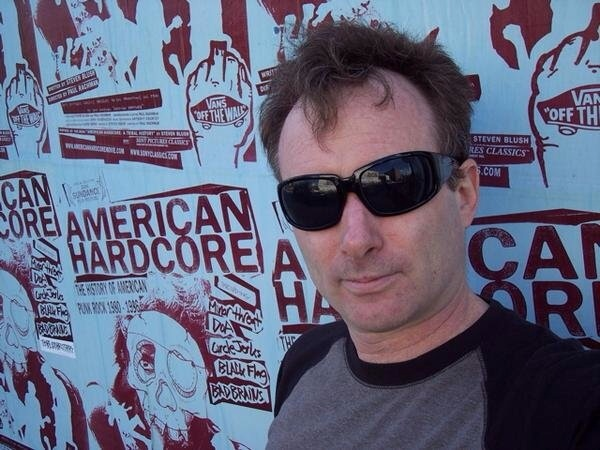
Paul Rachman, reżyser teledysku do „Man in the Box” (na zdj. w 2006)

Teledysk o budżecie nieprzekraczającym 50 tys. dolarów, został wyreżyserowany przez Paula Rachmana, który był obecny na koncercie grupy w nowojorskim Cat Club 3 października 1990. „Zakochałem się w tym zespole i ich muzyce. Następnego dnia zadzwoniłem do człowieka odpowiedzialnego za teledyski w Columbia Records z informacją, że chcę pracować z nimi” – wspominał. Z racji uczestnictwa grupy we wspólnej trasie z Iggy Popem, pomysł na fabułę reżyser wymieniał ze Staleyem za pomocą faksu, od którego dostał wiadomość z ręcznie napisaną notatką: „Deszczowa, przesiąknięta stodoła. Zwierzęta hodowlane. Dziecko ze zszytymi oczami”. Przez następne kilka dni Rachman spędzał czas na słuchaniu utworu, by móc lepiej wczuć się w jego klimat. Jak przyznawał: „Wpadłem na pomysł umieszczenia zespołu w tej stodole i stworzeniu mrocznego nastroju, dzięki nakręceniu kilku ujęć w sepii”. Reżyser zrezygnował z opcji dziecka ze zszytymi oczami. Zamiast tego zastosował alternatywną wersję, polegającą na wytworzeniu mrocznego nastroju wokół stodoły i przechadzającego się tajemniczego mężczyzny z kapturem na głowie, pełniącego funkcję opiekuna zwierząt.
W grudniu 1990 członkowie zespołu udali się do Los Angeles, by zrealizować zdjęcia do teledysku. Spotkali się z Rachmanem w parku stanowym Malibu Creek. W jego opinii muzycy byli nieco zmęczeni zwiedzaniem, ale „ogólnie świetnie się bawili”. „Podstawą przy pracy z młodymi zespołami jest to, aby przy nagrywaniu pierwszego lub drugiego wideoklipu, byli zadowoleni z efektów, aby dzięki temu mogli zdobyć zaufanie” – argumentował. „Man in the Box” zrealizowano na taśmie filmowej 16 mm, za pomocą dwóch kamer, z czego jedną obsługiwał Rachman. Zdjęcia trwały 14 godzin. Przez następne dwa lub trzy tygodnie reżyser pracował nad produkcją oraz montażem teledysku.
Fabuła ukazuje zespół grający utwór w stodole. Przez cały czas jego trwania ukazany jest tajemniczy mężczyzna ubrany w czarny płaszcz z kapturem. Chodzi on z latarką elektryczną i rozgląda się wewnątrz, obserwując między innymi zwierzęta. Po chwili dociera do człowieka siedzącego w samym rogu stodoły (granego przez Staleya), na którego twarz kieruje latarkę. Pod koniec teledysku tajemniczy mężczyzna odsłania kaptur z głowy. Okazuje się, że jego powieki są zszyte. Scena ta stanowi bezpośrednie odniesienie do wersu: „Feed my eyes, can you sew them shut”. Premiera teledysku odbyła się w styczniu 1991.
Wideoklip dostępny jest na VHS Live Facelift (1991) oraz na kompilacji Music Bank: The Videos (1999).

## Wydanie
„Man in the Box” początkowo wzbudził negatywne odczucia wśród przedstawicieli wytwórni Columbia, którzy opowiadali się za nieumieszczaniem go na albumie Facelift (1990) (podobna sytuacja miała miejsce w przypadku utworów „Love, Hate, Love” i „Confusion”). Upór muzyków doprowadził do tego, że kompozycja trafiła na debiutancki album studyjny, a w styczniu 1991 została opublikowana na singlu (drugim – po „We Die Young” – promującym Facelift). Wersja CD zawierała również radiową wersję „Man in the Box”, skróconą do 4 minut i 28 sekund. Rozszerzona edycja singla ukazała się w formacie kasety, gdzie na stronie B zostały dodane trzy kompozycje – „Sea of Sorrow”, „Bleed the Freak” i „Sunshine”.
Z uwagi na kontrowersyjny tekst (głównie przez wers: „Jesus Christ/Deny your maker”), stacje radiowe początkowo niechętnie emitowały utwór; część z nich w ogóle odmówiła puszczania, z kolei inne rozgłośnie prezentowały go nocną porą. Mimo tego, zdaniem przedstawiciela wytwórni Nicka Terzo, „«Man in the Box» otworzył zespołowi niejedne drzwi”.
W późniejszym czasie „Man in the Box” ukazał się na czterech albumach kompilacyjnych – Nothing Safe: Best of the Box, Music Bank (1999), Greatest Hits (2001) i The Essential Alice in Chains (2006). Koncertowe wersje zamieszczono na płytach Live Facelift (1991), Nothing Safe: Best of the Box (edycja Best Buy Exclusive), Live (2000) oraz na stronach B singli „Heaven Beside You” (1995) i „Get Born Again” (1999). Obok kompozycji „Rooster” i „Would?”, „Man in the Box” uchodzi za najbardziej rozpoznawalny utwór w dorobku Alice in Chains.

## Odbiór

### Krytyczny

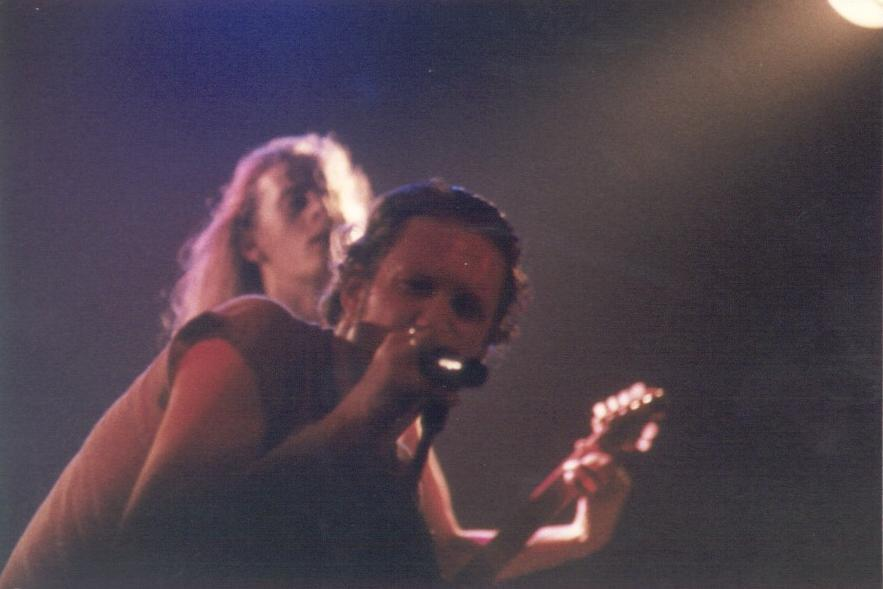
„Man in the Box” charakteryzuje się harmonią wokalną Layne’a Staleya i Jerry’ego Cantrella w refrenach

Steve Huey z AllMusic napisał o utworze, że jest to „często pomijany, ale ważny element w budowaniu pozycji dominującej muzyki grunge’owej”; recenzent określił go „spotkaniem teatralności metalu i introspekcyjnej beznadziei”. Huey podkreślił przy tym, że Alice in Chains swoim brzmieniem wprowadzili nieco nowe standardy do muzyki: „«Man in the Box» nie był kompozycją posiadająca błyskotliwe tempo czy nawet dużą ilość agresji. Lecz melodia mimo wszystko wpada w ucho, pomimo iż nie jest to pop metal i utwór nie ma swoich korzeni w thrash metalu. Zamiast tego cechuje go prosty, ale jakże ciężki riff”. Gillian G. Gaar przyznała za pośrednictwem „Goldmine”, że zespół udowodnił swoją rosnącą siłę w utworze „Man in the Box”, w którym, według autorki, Staley „przeniósł trudną sytuację cielęcia do ludzkiej rzeczywistości życia w metaforycznym pudełku, z oczami ślepymi na prawdę”.
Bill Adams z „Ground Control” stwierdził, że „utwór fascynuje swoją niepowtarzalną dynamiką oraz idealnie dobranymi liniami wokalnymi Staleya i Cantrella, które wzajemnie się uzupełniając, tworzą kontrast między napiętym oraz dynamicznym wokalem prowadzącym, a utrzymanymi w spokojniejszym tonie partiami wspierającymi”. Zaznaczył, że mimo iż wcześniej wiele zespołów zapoczątkowało definicję grunge’u (jako przykład autor wymienia Green River, The Melvins i Soundgarden), to „Man in the Box” zdefiniował ten gatunek. Adams określa go mianem „pierwszego hymnu”. Chad Childers z Loudwire napisał: „Trudno argumentować przeciwko «Man in the Box» jako najlepszej piosenki w dorobku Alice in Chains. To był utwór, który umieścił zespół na muzycznej mapie świata”. Greg Kot, w wydanej w 2004 książce Rolling Stone Album Guide, zwrócił uwagę na „rozdęte akordy przez nieustające efekty wah-wah i jęczące harmonie Staleya”. Kyle Anderson, autor książki Accidental Revolution: The Story of Grunge (2007), pisał, że „Man in the Box” to „nieustający marsz śmierci prowadzony przez gitarę, a także wprowadził on świat w śpiewający głos Staleya, który w swoich górnych rejestrach brzmi tak, jakby był egzorcyzmowany z demonów”. Jordan Babula z „Teraz Rocka” wyróżniał masywny riff, melodyjne gitary i duet wokalny Staley-Cantrell.
Gitarzysta Korna, Brian Welch stwierdził: „Kiedy pierwszy raz usłyszałem «Man in the Box», chciałem być autorem tego riffu”. David Draiman, wokalista Disturbed, przyznawał: „Pamiętam «Man in the Box» (…) To było w czasach wydania Facelift [1990], kiedy ten utwór był wielki. Wszyscy byli zdumieni wokalem Layne’a. Pamiętam, że śpiewałem go na stu różnych przesłuchaniach. To niewiarygodne”. Z kolei Ozzy Osbourne określił „Man in the Box” mianem klasyka.

### Komercyjny
Późną wiosną 1991 w siedzibie stacji muzycznej MTV odbyło się spotkanie, podczas którego decydowano, teledysk jakiego wykonawcy należy umieścić w Buzz Bin, aby mógł on otrzymać regularną rotację na antenie. Wśród rozpatrywanych propozycji były wideoklipy do „Man in the Box” Alice in Chains i „Valley of the Kings” lub „Jelly Roll” formacji Blue Murder. Zdaniem Ricka Krima, pełniącego w owym czasie funkcję wiceprezesa ds. muzyki i programowania w MTV, podjęto decyzję o wyborze Alice in Chains. Głównym czynnikiem przemawiającym za kwartetem z Seattle była chęć zmiany popmetalowego repertuaru na antenie MTV. Teledysk do „Man in the Box” trafił do Buzz Bin na początku maja 1991. W ocenie Cantrella bardzo to pomogło zespołowi. Krim podkreślał, że był to przełomowy moment dla MTV, zwiastun nadejścia nowego trendu.
13 kwietnia 1991 utwór zadebiutował na 42. pozycji Album Rock Tracks – listy opracowywanej przez magazyn „Billboard”. Po trzynastu tygodniach, 6 lipca „Man in the Box” osiągnął 18. lokatę. Łącznie singel notowany był przez dwadzieścia tygodni. 30 grudnia 2000, „Man in the Box”, w wersji zamieszczonej na albumie Live (2000), został ponownie odnotowany na liście, debiutując na 39. miejscu.
Komercyjny sukces utworu, który David de Sola – autor książki  Alice in Chains: The Untold Story (2015) – opisuje jako przełomowy w działalności grupy, sprawił, że 6 lipca Facelift uplasował się na 42. pozycji zestawienia Billboard 200, przechodząc tym samym do historii jako pierwszy album wywodzący się ze sceny Seattle, który dotarł do czołowej 50. wspomnianego notowania. Teledysk, dzięki umieszczeniu go w Buzz Bin, regularnie emitowany był w stacji muzycznej MTV, gdzie utrzymywał się na liście przez szesnaście tygodni, zapewniając zespołowi ogólnokrajowy rozgłos. Zdaniem Rachmana decydującym czynnikiem, mającym bezpośredni wpływ na komercyjny sukces zespołu było MTV. Jak argumentował: „Wydaje mi się, że MTV było w tamtym czasie naprawdę liderem w zakresie rekordowej sprzedaży. To był szczyt MTV. Wszyscy patrzyli. Kiedy stacja umieściła go [teledysk] w Buzz Bin, wszystko się zmieniło dla tego zespołu, wszystko”. „Man in the Box” zyskał również uznanie w rozgłośniach prezentujących muzykę hardrockową i metalową, stając się przebojem.
Według raportu Nielsen SoundScan z 2019, utwór Alice in Chains był drugą najczęściej emitowaną kompozycją w latach 2010–2019 w notowaniu „Billboardu” Mainstream Rock Songs, z rotacją na poziomie 142 tys. odtworzeń.

### Nagrody i nominacje
Teledysk otrzymał we wrześniu 1991 nominację do nagrody MTV Video Music Award w kategorii Best Heavy Metal/Hard Rock Video. Rachman przyznał, że obserwował wywiad przeprowadzany z członkami Metalliki, którzy zapytani o to, który wideoklip powinien ich zdaniem wygrać, wskazali na „Man in the Box”. Utwór Alice in Chains przegrał rywalizację z Aerosmith. W 1992 „Man in the Box” został wyróżniony przez National Academy of Recording Arts and Sciences (NARAS) nominacją do nagrody Grammy w kategorii Best Hard Rock Performance with Vocal, lecz przegrał z albumem studyjnym For Unlawful Carnal Knowledge (1991) Van Halen.
| Rok  | Nagroda               | Kategoria                             | Odbiorcy i nominowani | Wynik     | Źródło |
| ---- | --------------------- | ------------------------------------- | --------------------- | --------- | ------ |
| 1991 | MTV Video Music Award | Best Metal/Hard Rock Video            | „Man in the Box”      | Nominacja | [ 65 ] |
| 1992 | Nagroda Grammy        | Best Hard Rock Performance with Vocal | „Man in the Box”      | Nominacja | [ 63 ] |

### Wykorzystanie utworu
Zawodnik wrestlingu Tommy Dreamer często wychodził na ring przy utworze „Man in the Box” w latach 1995–2001. W 2000 kompozycja Alice in Chains została użyta w filmie katastroficznym Gniew oceanu (reż. Wolfgang Petersen). W 2009 utwór wszedł w skład zestawu 84 kompozycji wykorzystanych w muzycznej grze komputerowej Rock Band 2. Sześć lat później singel użyto w grze Guitar Hero Live. W 2017 „Man in the Box” trafił na listę utworów wykorzystanych w grze Rock Band VR. W październiku tego samego roku, będąc częścią zestawu Alice in Chains Pack 03, kompozycję udostępniono jako zawartość do pobrania na platformy Xbox One i PlayStation 4 dla gry Rock Band 4. W 2019 utwór został użyty w filmie Chyba na pewno ty (reż. Nahnatchka Khan).

### Zestawienia
W 2004 „Man in the Box” został wymieniony w gronie „10 najlepszych grunge’owych utworów” według magazynu „Spin”. Dwa lata później sklasyfikowano go na 19. pozycji zestawienia kanału VH1 – „40 najlepszych metalowych utworów”. Solo gitarowe autorstwa Cantrella zostało umieszczone na 77. miejscu w rankingu „100 najlepszych solówek gitarowych”, przygotowanym przez miesięcznik „Guitar World”. W 2007 „Man in the Box” zajął 50. miejsce w notowaniu VH1 „100 najlepszych utworów muzycznych lat 90.” oraz został wymieniony w gronie „500 najlepszych zagubionych utworów”, przygotowanym przez brytyjski magazyn „Q”. W rankingu „10 metalowych riffów lat 90.” Joe DiVita z Loudwire sklasyfikował „Man in the Box” na 5. pozycji, argumentując: „Alice in Chains przyczynili się do zatarcia różnic między grunge’em a metalem, biorąc trochę z kolumny A i z kolumny B. Wynikiem tego był jeden z najbardziej definiujących zespołów dekady, w dużej mierze ze względu na depczący riff w «Man in the Box», pochodzący z debiutanckiego albumu Facelift. Riff autorstwa Cantrella perfekcyjnie łączy jego efekt wah-wah z potężnym wokalem Staleya”. Miesięcznik „Gitarzysta” umieścił solo do „Man in the Box” na 78. pozycji zestawienia „100 solówek wszech czasów”, pisząc w uzasadnieniu: „Cantrell gra prosty, oparty na oktawach riff, do głosu, którego dochodzi szalony wah oraz oryginalnie tłumione dźwięki. Prostymi środkami udało mu się osiągnąć powalający efekt”.

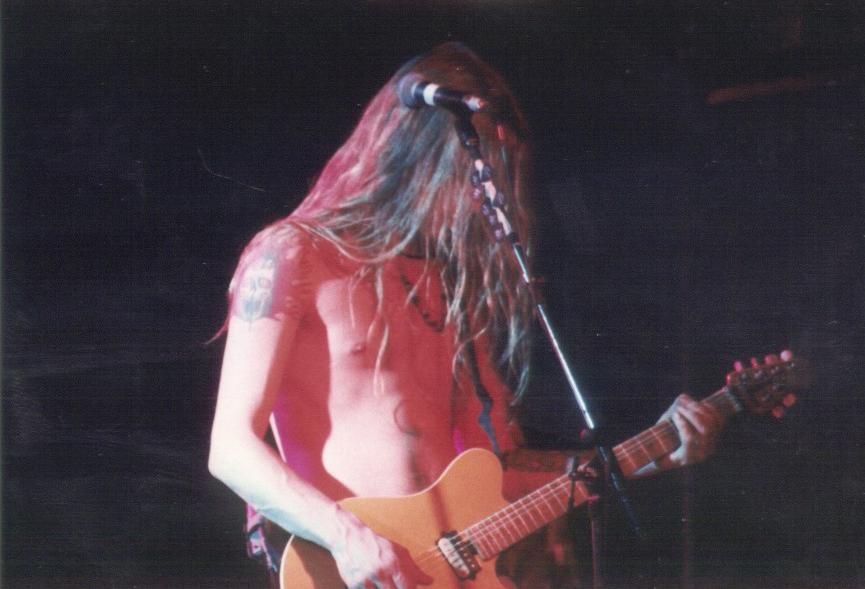
Solo Cantrella w „Man in the Box” zostało wyróżnione w kilku rankingach

| Rok  | Tytuł                                                 | Publikacja     | Pozycja | Źródło |
| ---- | ----------------------------------------------------- | -------------- | ------- | ------ |
| 1992 | „Top 100 heavymetalowych utworów”                     | „Hit Parader”  | 40      | [ 79 ] |
| 2004 | „10 najlepszych grunge’owych utworów”                 | „Spin”         | 8       | [ 4 ]  |
| 2004 | „40 najlepszych metalowych utworów”                   | VH1            | 19      | [ 74 ] |
| 2007 | „100 najlepszych solówek gitarowych”                  | „Guitar World” | 77      | [ 75 ] |
| 2007 | „100 najlepszych utworów muzycznych lat 90.”          | VH1            | 50      | [ 76 ] |
| 2007 | „500 najlepszych zagubionych utworów”                 | „Q”            | 191     | [ 77 ] |
| 2011 | „10 najlepszych singli metalu alternatywnego lat 90.” | PopMatters     | 5       | [ 2 ]  |
| 2012 | „100 najlepszych solówek wszech czasów”               | „Gitarzysta”   | 78      | [ 16 ] |
| 2013 | „10 najlepszych metalowych riffów lat 90.”            | Loudwire       | 5       | [ 78 ] |

## Utwór na koncertach

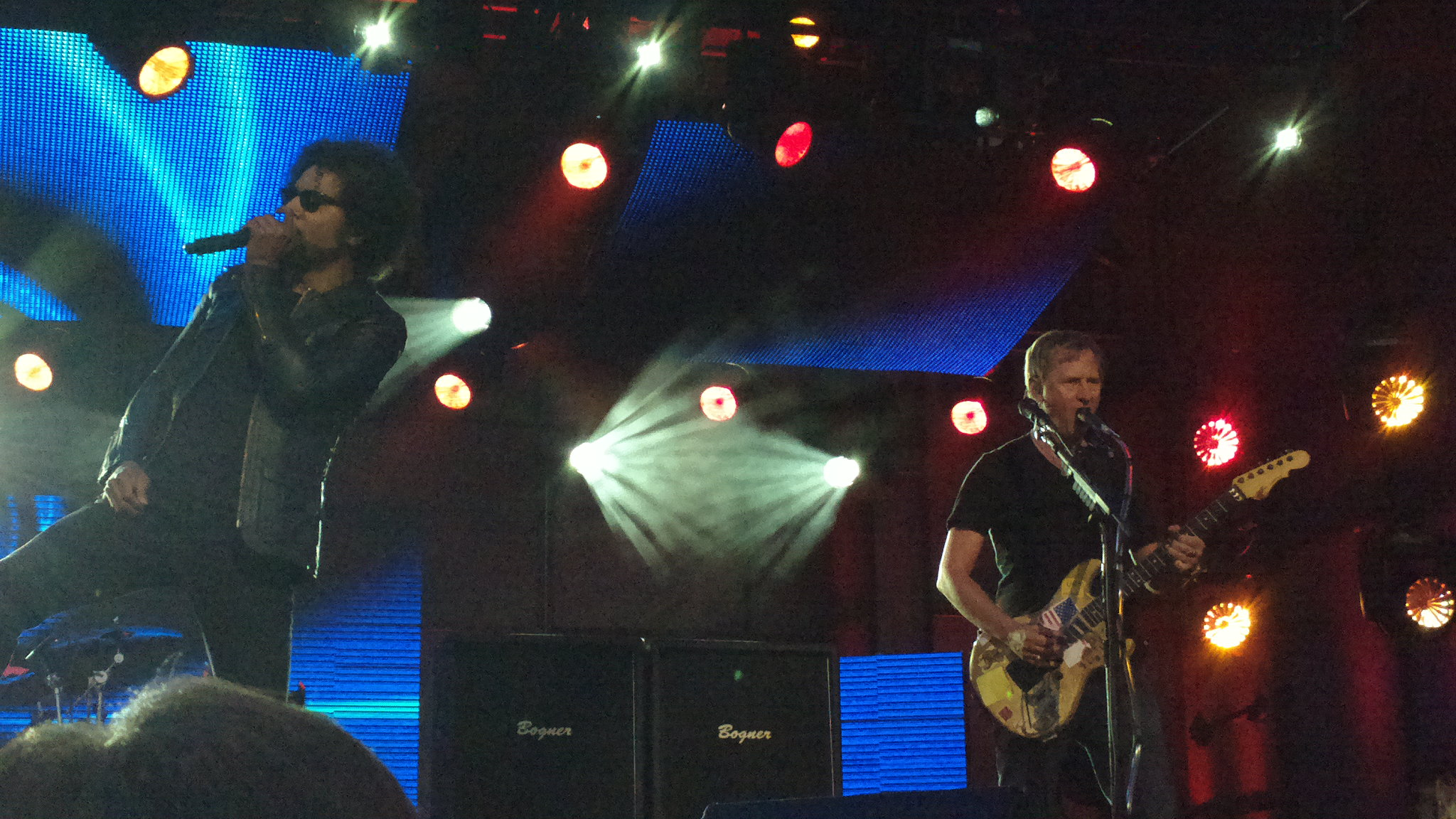
William DuVall i Jerry Cantrell w trakcie wykonywania „Man in the Box” w programie Jimmy Kimmel Live! (2013)

„Man in the Box” został premierowo wykonany przez Alice in Chains 22 sierpnia 1989 w klubie Vogue w Seattle. Regularnie grany był podczas tras zespołu w latach 90. (z pominięciem europejskiego etapu tournée Down in Your Hole Tour z października 1993). „Man in the Box” jest również ostatnią kompozycją, jaką Layne Staley wykonał z zespołem podczas swojego ostatniego koncertu w Kemper Arena w Kansas City w stanie Missouri 3 lipca 1996, kiedy muzycy poprzedzali występy Kiss w ramach Alive/Worldwide Tour.
W trakcie pierwszego reaktywacyjnego koncertu Alice in Chains, który odbył się 18 lutego 2005 w Premier Nightclub w Seattle, „Man in the Box” został wykonany w duecie z frontmanem Toola, Maynardem Jamesem Keenanem. Wortal Blabbermouth.net napisał, że „Keenan okazał się najbardziej naturalny w zastąpieniu Staleya (…) Imponująco przybił «Man in the Box» i «Them Bones»”. Od tego czasu kompozycja ponownie regularnie grana jest na wszystkich trasach grupy (jedyny wyjątek stanowiło mini tournée Acoustic Hour, będące częścią 2007 North American Tour). 10 marca 2006, podczas koncertu Decades Rock Live!, organizowanego przez kanał muzyczny VH1 Classic, utwór został wykonany przez Alice in Chains z Williamem DuVallem, który został nowym wokalistą zespołu. 19 czerwca 2006, w trakcie występu w Kopenhadze, w utworze na perkusji zagrał Lars Ulrich. 23 lipca tego samego roku, podczas koncertu w ramach UDO Music Festival na torze Fuji International Speedway w japońskim Oyama, „Man in the Box” został wykonany w duecie z Sebastianem Bachem.
W 2009 i 2013 zespół dwukrotnie wykonał „Man in the Box” w amerykańskim talk-show Jimmy Kimmel Live!.

## Lista utworów na singlu

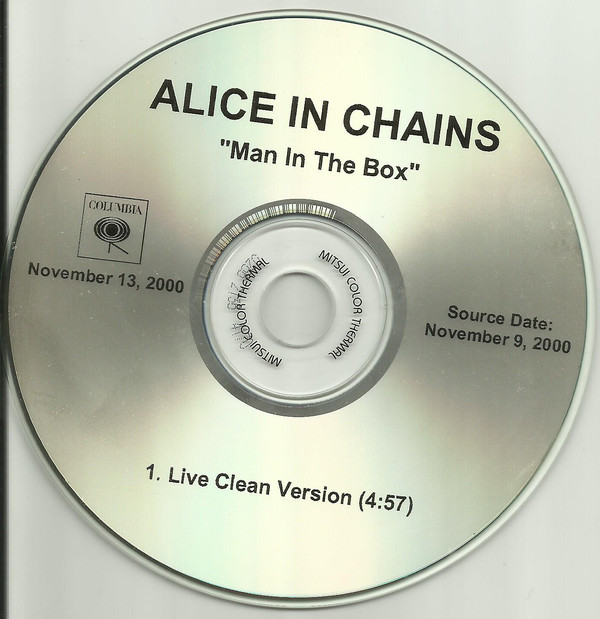
Singel „Man in the Box” z 2000, promujący album koncertowy Live

singel CD (CSK 2257):
| Nr | Tytuł utworu                      | Autorzy                       | Długość |
| -- | --------------------------------- | ----------------------------- | ------- |
| 1. | „Man in the Box” (wersja radiowa) | Layne Staley • Jerry Cantrell | 4:28    |
| 2. | „Man in the Box”                  | Staley • Cantrell             | 4:46    |
|    |                                   |                               | 9:14    |

kaseta (38T 73851):
Strona A:
| Nr | Tytuł utworu                       | Autorzy           | Długość |
| -- | ---------------------------------- | ----------------- | ------- |
| 1. | „Man in the Box” (wersja singlowa) | Staley • Cantrell | 4:46    |

Strona B:
| Nr | Tytuł utworu      | Autorzy  | Długość |
| -- | ----------------- | -------- | ------- |
| 1. | „Sea of Sorrow”   | Cantrell | 5:49    |
| 2. | „Bleed the Freak” | Cantrell | 4:01    |
| 3. | „Sunshine”        | Cantrell | 4:45    |
|    |                   |          | 14:35   |

singel CD (2000):
| Nr | Tytuł utworu                         | Autorzy           | Długość |
| -- | ------------------------------------ | ----------------- | ------- |
| 1. | „Man in the Box” (wersja koncertowa) | Staley • Cantrell | 4:57    |

## Personel
Opracowano na podstawie materiału źródłowego:
| Alice in Chains - Layne Staley – śpiew - Jerry Cantrell – gitara rytmiczna, gitara prowadząca, wokal wspierający, talk box - Mike Starr – gitara basowa - Sean Kinney – perkusja | Produkcja - Producent muzyczny: Dave Jerden - Inżynier dźwięku: Ron Champagne - Miksowanie: Dave Jerden w Sound Castle Studio, Los Angeles - Mastering: Eddy Schreyer w Future Disc Systems, Hollywood |

## Notowania i certyfikaty
| Lista (1991)                                   | Pozycja |
| ---------------------------------------------- | ------- |
| Album Rock Tracks (Stany Zjednoczone)          | 18      |
| Lista (2000)                                   | Pozycja |
| Hot Mainstream Rock Tracks (Stany Zjednoczone) | 39      |
| Dekada (2010–2019)                             | Pozycja |
| Mainstream Rock Songs (Stany Zjednoczone)      | 2       |

| Państwo                  | Certyfikat         | Sprzedaż   |
| ------------------------ | ------------------ | ---------- |
| Nowa Zelandia (RIANZ)    | platynowa płyta    | 30 000+    |
| Stany Zjednoczone (RIAA) | 3× platynowa płyta | 3 000 000+ |
| Wielka Brytania (BPI)    | srebrna płyta      | 200 000+   |

## Interpretacje
- Richard Cheese na albumie studyjnym Aperitif for Destruction (2005)[98].
- Zakk Wylde wykonał cover utworu w trakcie występu z zespołem Camp Freddy w Roxy Theatre pod koniec grudnia 2012[99].
- Les Claypool z zespołem Duo de Twang na albumie studyjnym Four Foot Shack (2014)[100].
- Anita Rywalska-Sosnowska na albumie studyjnym Grunge (2014)[101].
- Chris Chaney, Corey Taylor, Dave Navarro i Taylor Hawkins wykonali cover utworu podczas internetowej ceremonii uhonorowania Alice in Chains przez Museum of Pop Culture nagrodą Founders Award 1 grudnia 2020[102].